# پریگور
پریگور (به لاتین: Prigor) یک سکونتگاه مسکونی در رومانی است که در شهرستان کاراش-سورین واقع شده‌است.

## خصوصیات
پریگور ۳۰۱٫۳۷ کیلومترمربع مساحت و ۲٬۹۷۸ نفر جمعیت دارد.